# Kindelbrück
Kindelbrück is een gemeente in de Duitse deelstaat Thüringen, en maakt deel uit van de Landkreis Sömmerda.
Kindelbrück telt 3.803 inwoners.
Het stadje ligt aan de Wipper, een niet bevaarbare zijrivier  van de Unstrut. 
Tot Kindelbrück behoren als stadsdelen zes omliggende dorpen,  die tot 2019 zelfstandige gemeentes waren.
Één daarvan is Bilzingsleben, dat in de paleontologie wereldwijde bekendheid verkreeg. Daar zijn namelijk circa 370.000 jaar oude sporen van menselijke activiteiten aangetroffen. Ter plaatse is een museum ingericht over deze uit het Paleolithicum daterende vondsten.
In 1291 verkreeg Kindelbrück stadsrechten.
Diverse malen is de plaats getroffen door pestepidemieën, en ook, o.a. in 1648, door stadsbranden.
Alperstedt ·
Andisleben ·
Büchel ·
Buttstädt ·
Eckstedt ·
Elxleben ·
Gangloffsömmern ·
Gebesee ·
Griefstedt ·
Großmölsen ·
Großneuhausen ·
Großrudestedt ·
Günstedt ·
Haßleben ·
Henschleben ·
Kindelbrück ·
Kleinmölsen ·
Kleinneuhausen ·
Kölleda ·
Markvippach ·
Nöda ·
Ollendorf ·
Ostramondra ·
Rastenberg ·
Riethgen ·
Riethnordhausen ·
Ringleben ·
Schloßvippach ·
Schwerstedt ·
Sömmerda ·
Sprötau ·
Straußfurt ·
Udestedt ·
Vogelsberg ·
Walschleben ·
Weißensee ·
Werningshausen ·
Witterda ·
Wundersleben